# 456 TCN
456 TCN là một năm trong lịch La Mã.